# Loek Hollander
Pour les articles homonymes, voir Hollander.
Loek Hollander est un karatéka néerlandais né le 20 mai 1938 à Rotterdam (Hollande-Méridionale) et mort le 16 février 2020. 

## Carrière
Loek Hollander est l'un des seuls 10e dan ou plus non japonais (Jon Bluming étant 10e dan). Il fait partie du Conseil des sages du Honbu Dojo. Il a créé un camp d'entraînement annuel en 1967 aux Pays-Bas à Papendal.